# Альсинг, Пелле
Пер «Пелле» Гуннар Альсинг (швед. Per-Gunnar Alsing; 6 июня 1960 года в Стокгольме — 19 декабря 2020 года, там же) — шведский музыкант, наиболее известен, как ударник в шведской поп-рок группе Roxette.

## Биография
Учился в школе Södra Latin в стокгольмском районе Сёдермальм.
Альсинг начал свою карьеру в начале 1980-х. Он начал работать с Roxette со дня основания группы в 1986 году, играл на ударных. Альсинг участвовал как в записи почти всех альбомов группы, так и в гастрольных турах коллектива. Также был ударником во время сольного тура Пера Гессле Party Crasher tour 2009.
Был членом музыкальной группы Down Harrison (дебютный альбом «This Year The Summer Will Be Long» вышел в 2001 году). В группе в качестве приглашённого артиста играл Ула Густавссон, который позже выступал вместе с Пером Гессле во время его сольного тура в 2017 году.
Кроме Roxette Альсинг также играл с тамики музыкантами как Никлас Стрёмстед, Py Bäckman, Dan Hylander & Raj Montana Band, The Husbands, Лиза Нильссон, Ульф Лунделл и группа Ratata. С последней в 1987 году Roxette играли совместное турне по Швеции.
В 1992 году Альсинг играл на ударных во время живого шоу «I manegen med Glenn Killing» группы Killinggänget. В комедийной программе «NileCity 105,6» его изображал актёр Роберт Густафссон.
Альсинг скончался 19 декабря 2020 года. Причины смерти не раскрываются. Смерть артиста подтвердила менеджер группы Мари Димберг.
О смерти Альсинга написали газеты со всего мира: из Бразилии, Великобритании, Германии, Швейцарии и проч. Альсинг умер через год и 10 дней после кончины солистки Roxette Мари Фредрикссон. Официальная церемония прощания с музыкантом прошла 9 апреля 2021 года.
Официальная церемония прощания с музыкантом состоялась 9 апреля 2021 года в Стокгольме, в церкви Катарины. Похоронен Альсинг на кладбище у этой же церкви — кладбище Катарины.

## Личная жизнь
Был женат на Лотте Скууг (Lotta Skoog).

## О Пелле Альсинге
Пер Гессле в своём некрологе назвал Альсинга «лучшим другом, которого только можно себе представить» и «добродушным человеком с большим сердцем».
В интервью газете «Hallandsposten», посвящённом подготовке к серии концертов Per Gessle Unplugged летом 2021 года, Пер Гессле говорит, как он был шокирован смертью Альсинга (хотя с тех пор прошло уже более полугода). Из всех близких, которые Гессле потерял незадолго до кончины Пелле, именно его смерть была самой тяжёлой — к уходу долго и тяжело болевших близких музыкант был готов, смерть же ударника его группы стала полной неожиданностью.
Еженедельная шведская газета «Aftonbladet» называет Альсинга в своём некрологе «ударником-легендой».
Шведский портал «Musikindustrin» в своём некрологе называет Альсинга «одним из самых уважаемых шведских поп-пузыкантов».

## В культуре
20 марта 2024 года шведский музыкант Юхан Линделл (швед. Johan Lindell) выпустил песню «No Drum», посвящённую памяти Альсинга. Продюсером песни стал коллега Альсинга, клавишник и продюсер Roxette Кларенс Эверман. Альсинг и Эверман вместе участвовали в записи альбомов Линделла Passageraren (1984), Vår Man (1986) и проч.